# Клое Дювал
Клое Дювал (на френски: Chloé Duval) е канадска писателка на произведения в жанра драма и любовен роман.

## Биография и творчество
Клое Дювал е родена във Франция. Осиновена е в Канада в Квебек. От малка е запалена читателка на романтична литература и пише истории за принцове и принцеси.
След дипломирането си работи като учителка в средното образование. От 2012 г. в свободното си време пише любовни романи на френски език.
Първият ѝ роман „Au bout du monde“ (На края на света) от поредицата „Защото ти си“ е издаден през 2014 г.
Клое Дювал живее със семейството си в Монреал.

## Произведения

### Самостоятелни романи
- Le temps volé (2015)
- A sa rencontre (2017)
Шато край реката, изд.: ИК „Кръгозор“, София (2019), прев. Радка Комитова
- Cher père Noël (2019)

### Серия „Защото ти си“ (Parce que c'est toi)
1. Au bout du monde (2014)
2. Envers et contre nous (2020)

### Сборници
- „Rendez-vous à Pigalle“ в „Romances d'aujourd'hui: une anthologie de romance contemporaine“ (2016) – с Елеонор Дюплеси, Агате Прудън, Сюзън Рой, Патриша Хайо

### Екранизации
- 2015 The Red Scare – късометражен